# 풍악기유
풍악기유(楓嶽記遊)는 육당 최남선이 1924년 매일신보에 연재한 글로 1973년 발간된 육당 최남선전집에 실려 있다. 금강산에 대한 묘사와 함께 궁예에 대한 철원, 포천 지방의 전승을 수록하고 있어 궁예를 연구하는데 귀중한 자료가 되고 있다.